# Rodina
Pour les articles homonymes, voir Rodina (homonymie).

Drapeau de Rodina.

Rodina (russe : Родина), qui signifie « Patrie » en russe, est un parti politique nationaliste russe présidé par Alexeï Jouravlev.

## Historique
Rodina est fondée en août 2003 par Dmitri Rogozine, Sergueï Glaziev (en), Sergueï Babourine et d'autres en tant qu'organisation politique, réunissant une trentaine de groupes politiques ultranationalistes. Pour certains, Glaziev agissait en fait sur ordre du Kremlin et de Vladimir Poutine dans le but de priver le Parti communiste de la fédération de Russie d'une partie de son électorat. À cela s'ajoute la présentation par le parti de candidats millionnaires aux élections, ce qui entame un peu plus sa popularité.
Aux élections législatives de 2003, Rodina récolte 9,2 % des voix avec 37 sièges sur 450. Le parti soutient alors la majeure partie des politiques du président Poutine. Quelques mois plus tard, le parti refuse de présenter un candidat pour l'élection présidentielle du 14 mars 2004. Glaziev s'est donc présenté à cette élection en tant que candidat d'un nouveau parti, appelé lui aussi Rodina.
En janvier 2005, quatorze députés de Rodina signent un texte demandant l'interdiction des organisations juives.
En février 2005, quatre députés de Rodina, parmi lesquels son président Dmitri Rogozine, se sont mis en grève de la faim et se sont enfermés dans leurs bureaux de la Douma d'État pour protester contre la réforme des aides sociales proposée par le gouvernement du premier ministre Mikhaïl Fradkov. Depuis cette épreuve de force perdue, le parti adopte une politique d'opposition au gouvernement tout en soutenant le président Poutine. Cette position est résumée par le slogan « Za Poutina, Protiv Pravitelstva » (Pour Poutine, contre le gouvernement).
En juillet 2005, Babourine quitte Rodina avec neuf autres députés en créant un groupe à la Douma qui porte également le nom de Rodina. La division entre Babourine et Rogozine entraîne un rapprochement entre Rogozine et Glaziev. Rogozine accuse la même année le Kremlin de mener une guerre contre Rodina, estimant que Russie unie se sent menacée par Rodina. Il émet également l'intention d'intenter une action en justice contre la Douma pour avoir autorisé les députés sécessionnistes de Babourine à s'enregistrer sous le nom de Rodina.
Le 6 novembre 2005, Rodina est exclu de l'élection de la Douma de Moscou (en) à la suite d'une plainte déposée par le Parti libéral-démocrate de Russie (LDPR, extrême droite). Ce parti jugeait alors que la campagne de Rodina incitait à la haine raciale. Les sondages prédisaient à Rodina un score de près de 25 % la mettant en deuxième position et, malgré un appel de Rogozine, l'exclusion de Rodina est confirmée le 1er décembre.
Rogozine démissionne de son poste de président en mars 2006 et est remplacé par Alexandre Babakov,. Le 29 août 2006, Rodina s'est fondu dans un nouveau parti, Russie juste, avec le Parti russe de la Vie de Sergueï Mironov et le Parti russe des retraités pour la justice sociale. L'objectif annoncé du nouveau parti était de s'unir en vue des élections législatives de 2007 et de s'opposer au parti Russie unie. Néanmoins Russie juste a la plupart du temps soutenu la politique du président Vladimir Poutine.

### Recréation
En septembre 2012, Rodina est recréé et Alexeï Jouravlev, alors député et membre de Russie unie, en devient le nouveau président.
Alexeï Jouravlev annonce le 1er juillet 2017 que le parti soutient pleinement Vladimir Poutine pour l'élection présidentielle de 2018.

## Résultats électoraux

### Élections présidentielles
| Année | Candidat                  | 1er tour                  | 1er tour                  | 1er tour                  | 2d tour                   | 2d tour                   |
| Année | Candidat                  | Voix                      | %                         | Rang                      | Voix                      | %                         |
| ----- | ------------------------- | ------------------------- | ------------------------- | ------------------------- | ------------------------- | ------------------------- |
| 2018  | Soutient Vladimir Poutine | Soutient Vladimir Poutine | Soutient Vladimir Poutine | Soutient Vladimir Poutine | Soutient Vladimir Poutine | Soutient Vladimir Poutine |
| 2024  | Soutient Vladimir Poutine | Soutient Vladimir Poutine | Soutient Vladimir Poutine | Soutient Vladimir Poutine | Soutient Vladimir Poutine | Soutient Vladimir Poutine |

### Élections législatives
| Année | Voix      | %     | Sièges   | Notes                               |
| ----- | --------- | ----- | -------- | ----------------------------------- |
| 2003  | 5 470 429 | 9,02  | 37 / 450 |                                     |
| 2007  | 5 383 639 | 7,74  | 38 / 450 | En tant que membre de Russie juste. |
| 2011  | 8 695 522 | 13.24 | 64 / 450 | En tant que membre de Russie juste. |
| 2016  | 783 316   | 1,51  | 1 / 450  |                                     |